# Nathaniel Hawthorne
Nathaniel Hawthorne (Salem, Massachusetts; 4 de julio de 1804-Plymouth; 19 de mayo de 1864) fue un novelista y cuentista estadounidense conocido por sus numerosas historias de ficción gótica y romanticismo oscuro. Publicó su primera obra, una novela titulada Fanshawe, en 1828. Más tarde trató de quitarla de su catálogo, sintiendo que no era igual al estándar de su trabajo posterior. Publicó varios cuentos cortos en periódicos, que recogió en 1837 como Twice-Told Tales. Al año siguiente, se comprometió con Sophia Peabody. Trabajó en la aduana de Boston y se unió a Brook Farm, una comunidad trascendentalista, antes de casarse con Peabody en 1842. La pareja se trasladó a The Old Manse en Concord, Massachusetts, luego a Salem, Berkshires y luego a The Wayside en Concord. Una de sus obras más notables, La letra escarlata, fue publicada en 1850, seguida de una sucesión de otras novelas. Un nombramiento político como cónsul llevó a Hawthorne y a su familia a Europa antes de su regreso a Concord en 1860.

## Biografía
Nació bajo el nombre de «Nathaniel Hathorne» el 4 de julio de 1804 en la ciudad de Salem (Massachusetts), hijo de Nathaniel Hathorne y Elizabeth Clarke Manning. Su casa de nacimiento todavía se encuentra en pie.  
Su infancia fue difícil debido a la muerte de su padre (del mismo nombre), capitán de marina que murió en Surinam de fiebre amarilla cuando Hawthorne tenía cuatro años). A partir de entonces, la vida de Hawthorne se volvió compleja y al mismo tiempo fascinante, particularmente debido a su pasión por la literatura y su cercanía con el puritanismo. Dicha cercanía con el puritanismo surge a partir de sus antepasados. Su tatarabuelo, William Hathorne fue uno de los primeros colonos en establecerse en Salem. Sus antepasados incluyen a John Hathorne, el único juez involucrado en los juicios de brujas de Salem que nunca se arrepintió de sus acciones. Nathaniel más tarde agregó una "W" para cambiar su apellido por "Hawthorne", con el fin de ocultar esta relación. Ingresó en el Bowdoin College en 1821, donde fue elegido miembro del Phi Beta Kappa en 1824, y se graduó en 1825. 
Hasta la publicación de su primer libro Twice-Told Tales, (“Cuentos dos veces contados”), en 1837, Hawthorne escribió en total anonimato en la casa familiar. “Yo no vivía –diría más tarde– sólo soñaba que vivía”. En 1839, Hawthorne entró a trabajar en la aduana del puerto de Boston. Contrajo matrimonio con la pintora trascendentalista Sophia Peabody en 1842. El matrimonio se trasladó a Concord (Massachusetts). Allí tuvieron de vecinos a los escritores Ralph Waldo Emerson y Henry David Thoreau.
En 1846 Hawthorne fue nombrado inspector de la aduana de Salem, pero pronto perdió su trabajo debido a cambios administrativos en Washington. En 1852 escribió la biografía de su antiguo compañero Franklin Pierce. Cuando este ganó las elecciones, Hawthorne recibió como recompensa el nombramiento de cónsul estadounidense en Liverpool (1853).

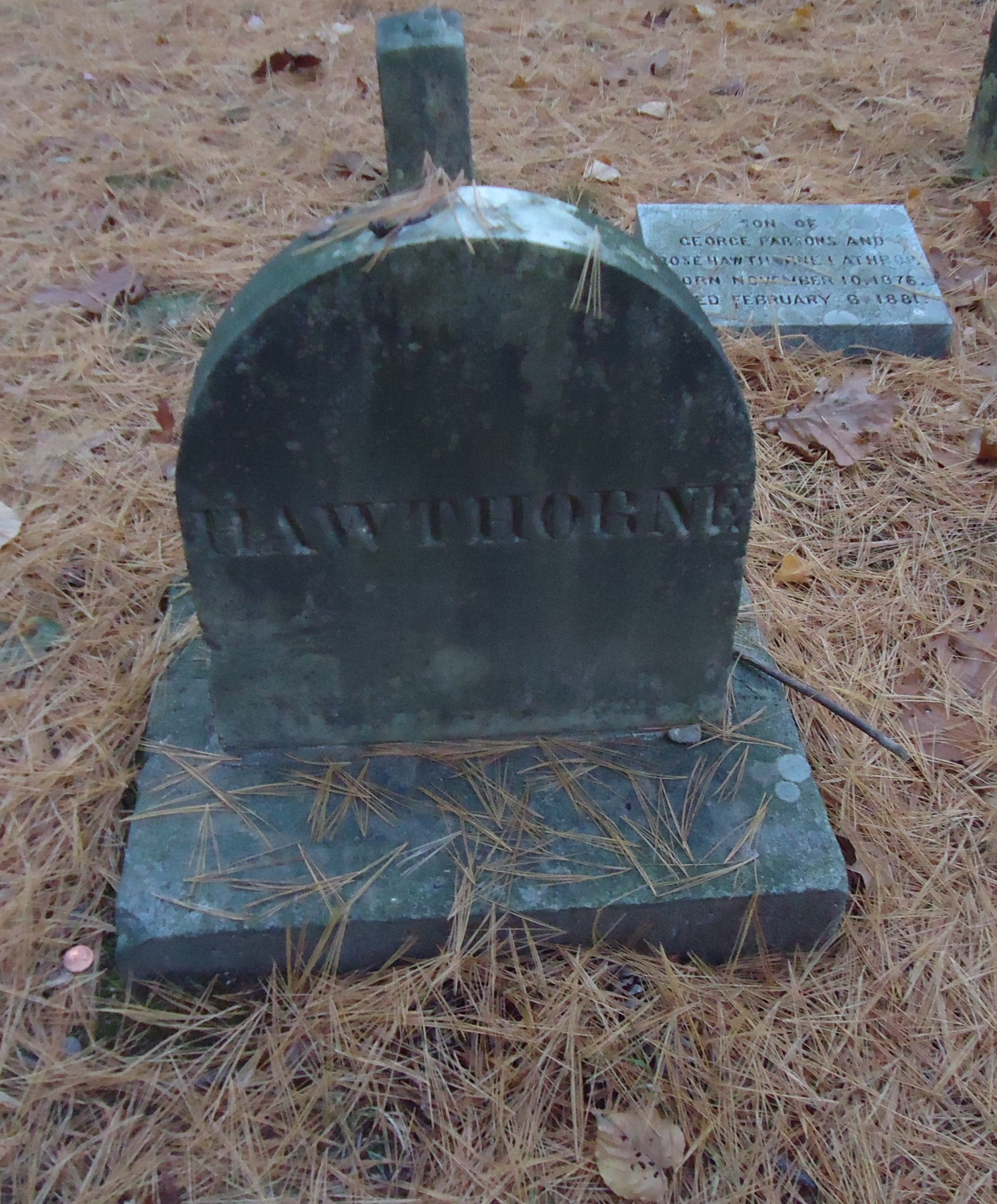
Tumba de Hawthorne en el cementerio de Sleepy Hollow, en Concord, Massachusetts.

En 1857 renunció a su cargo y viajó por Francia e Italia. Con su familia, regresó en 1860. Cayó enfermo poco después y murió el 19 de mayo de 1864, probablemente de cáncer de estómago, en Plymouth (Nueva Hampshire), dejando una viuda y tres hijos: Una, Julian y Rose. La primera murió joven. Julian siguió los pasos de su padre como escritor, llegando a ser autor prolífico. Rose se convirtió al catolicismo y fundó la Congregación de Santa Rosa de Lima de Hawthorne, instituto que se ocupaba del cuidado de enfermos incurables de cáncer.

## Obra
Hawthorne es conocido sobre todo por sus relatos breves -que él llamó "cuentos"-, muchas veces de contenido siniestro, al gusto de la época, y por sus cuatro novelas largas. La letra escarlata (“The Scarlet Letter”, 1850), La casa de los siete tejados (“The House of the Seven Gables”, 1851), La novela de Blithedale (“The Blithedale Romance”, 1852) y El fauno de mármol (“The Marble Faun”, 1860). (Otra novela titulada Fanshawe, fue publicada anónimamente en 1828.)
Hawthorne publicó asimismo varios libros de cuentos, como el libro de cuentos Musgos de una vieja mansión ("Mosses from an Old Manse", 1854). En este libro de cuentos se encuentra una de sus historias más populares, El joven Goodman Brown ("Young Goodman Brown", 1835), en el cual habla de como un hombre le cambian su ideología en torno a sus alrededores. Esta historia hace una crítica a temas religiosos, como la fe y la pureza de una persona. 
Autor encuadrable dentro del Romanticismo estadounidense, como Edgar Allan Poe, gran parte de su obra se localiza en Nueva Inglaterra, y muchas de sus historias, de contenido generalmente alegórico, recrean intensamente el ambiente puritano que empapaba la sociedad de aquellos años; así, Ethan Brand (1850), La marca de nacimiento (1843), La hija de Rappacini (1844) y El velo negro del ministro (1844). La crítica más reciente ha prestado atención preferente a la voz narrativa de Hawthorne, considerándola dentro de una retórica autoconsciente, que no debe ser confundida con la verdadera voz del escritor, lo que contradice el viejo concepto sobre Hawthorne de plomizo moralista cargado de complejos.
Sus relatos leves y patéticos destacan por su estilo elegante y depurado. En ellos lo característico, según el escritor Luis Loayza, «es tal vez el contraste entre la violencia exterior y la suavidad del tono, entre la voz delicada y las oscuras sugerencias de lo que dice». Jorge Luis Borges observa, por su parte, que sus cuentos expresan «el tenue mundo crepuscular, o lunar, de las imaginaciones fantásticas».

De nuevo la marchita mujer dejó oír los monótonos sones de unas preces no ideadas para ser acogidas en el cielo y, muy pronto, en las pausas de su aliento empezaron a materializarse extraños murmullos, aumentando poco a poco de volumen, hasta sobreponerse y ahogar al conjuro del que nacían. Unos gritos atravesaron los ambiguos sonidos, y fueron sucedidos por el canto de dulces voces femeninas que, al variar, dieron paso a un estruendo de risotadas, rotas a su vez de pronto por gemidos y sollozos, formando todo ello junto una horrible confusión de espanto, lamentos y risas. Resonó un arrastrar de cadenas, voces duras y crueles lanzaron amenazas, y un látigo restalló a una orden.
de El valle de las tres colinas, 1837

Hawthorne tuvo una breve pero intensa amistad con el novelista Herman Melville, quien le dedicó su gran obra Moby Dick, “en homenaje a su genio”. La correspondencia entre ambos, sin embargo, no se conserva. Su contemporáneo Edgar Allan Poe dedicó célebres reseñas a sus colecciones más importantes, Twice-Told Tales (traducido recientemente: "Cuentos contados dos veces") y Mosses from an Old Manse ("Musgos de una iglesia"). Pese a ciertas reticencias, afirmó de su autor:

Diremos enfáticamente de los cuentos de Mr Hawthorne que pertenecen a la más alta esfera del arte. (...) Los rasgos distintivos de Mr Hawthorne son la invención, la creación, la imaginación y la originalidad, rasgos que, en la literatura de ficción, valen acentuadamente más que todo el resto.

## Obras
Novela
- Fanshawe, a Tale (1828)
- The Scarlet Letter (1850)
- The House of the Seven Gables (1851)
- The Blithedale Romance (1852)
- The Marble Faun (1860).

Novelas inacabadas
- Septimius Felton (1872)
- The Dolliver Romance, and Other Pieces (1876)
- Doctor Grimshawe's Secret (1883)
- The Ancestral Footstep (1883).

Cuentos
- Twice-Told Tales (1837)
- Mosses from an Old Manse (1846)
- Rappaccini's Daughter (1846)
- The Snow-Image, and Other Tales (1851).

Cuentos para niños
- Grandfather's Chair (1841)
- Famous Old People (1841)
- Liberty Tree (1841)
- Biographical Stories for Children (1842)
- A Wonder Book for Girls and Boys (1851)
- Tanglewood Tales for Girls and Boys (1853)
- When the earth was a girl (1920).

 Colecciones de relatos cortos
- Twice-Told Tales (1837)
- Legends of the Province House (1838–1839)
- Grandfather's Chair (1840)
- Mosses from an Old Manse (1846)
- A Wonder-Book for Girls and Boys (1851)
- The Snow-Image, and Other Twice-Told Tales (1852)
- Tanglewood Tales (1853)
- The Dolliver Romance and Other Pieces (1876)
- The Great Stone Face and Other Tales of the White Mountains (1889)

Biografía
- Life of Franklin Pierce (1852).

 Otras obras de no ficción
- Our Old Home (1863)
- Passages from the English Note-Books (1870)
- Passages from the French and Italian Note-Books (1871)
- Passages from the American Note-Books (1879)
- Twenty Days with Julian & Little Bunny, un diario (escrito en 1851, publicado en 1904), extracto de  Passages from the American Note-Books.

## Comentarios sobre su obra
Los escritos de Hawthorne fueron bien recibidos en su momento. La respuesta contemporánea elogió su sentimentalismo y pureza moral, mientras que las evaluaciones más modernas se centran en la oscura complejidad psicológica. Herman Melville escribió una apasionada reseña de Musgos de una vieja mansión, titulada "Hawthorne y sus musgos", en la que sostiene que Hawthorne "es uno de los escritores de la nueva y mucho mejor generación." Melville describe una afinidad por Hawthorne que no haría más que aumentar: "Siento que este Hawthorne ha dejado caer semillas germinales en mi alma. Se expande y profundiza, cuanto más lo contemplo; y más lejos, y más lejos, dispara sus fuertes raíces de Nueva Inglaterra en el suelo caliente de mi alma sureña." Edgar Allan Poe escribió importantes críticas tanto de Cuentos contados dos veces como de Musgos de una vieja mansión. La valoración de Poe se basó en parte en su desprecio por la alegoría y los cuentos morales, y en sus acusaciones crónicas de plagio, aunque admitió:

El estilo del Sr. Hawthorne es la pureza misma. Su tono es singularmente eficaz: salvaje, quejumbroso, reflexivo y en plena consonancia con sus temas ... Lo consideramos uno de los pocos hombres de genio indiscutible a los que nuestro país ha dado nacimiento hasta ahora.

 La revista de John Neal publicó el primer elogio público sustancial de Hawthorne, diciendo en 1828 que el autor de Fanshawe tiene una "buena perspectiva de éxito futuro. " Ralph Waldo Emerson escribió: "La reputación de Nathaniel Hawthorne como escritor es un hecho muy agradable, porque su escritura no sirve para nada, y esto es un homenaje al hombre. " Henry James elogió a Hawthorne, diciendo: "Lo bueno de Hawthorne es que se preocupó por la psicología más profunda, y que, a su manera, trató de familiarizarse con ella. " El poeta John Greenleaf Whittier escribió que admiraba la "extraña y sutil belleza" de los cuentos de Hawthorne. Evert Augustus Duyckinck dijo de Hawthorne: "De los escritores estadounidenses destinados a vivir, es el más original, el menos deudor de modelos extranjeros o de precedentes literarios de cualquier tipo".
A partir de la década de 1950, los críticos se han centrado en el simbolismo y el didactismo.
El crítico Harold Bloom escribió que sólo Henry James y William Faulkner desafían la posición de Hawthorne como el más grande novelista estadounidense, aunque admitió que estaba a favor de James como el más grande novelista estadounidense. Bloom consideró que las mejores obras de Hawthorne eran principalmente La letra escarlata, seguida de El fauno de mármol y de algunos relatos cortos, como Mi pariente, el mayor Molineux, El joven Goodman Brown, Wakefield y Feathertop.

## Legado
El compositor de música clásica mexicano Daniel Catán, basándose en el relato breve de Hawthorne Rappaccini´s Daughter y en una adaptación del mismo llevada a teatro por Octavio Paz, compuso la ópera La hija de Rappaccini (1991).

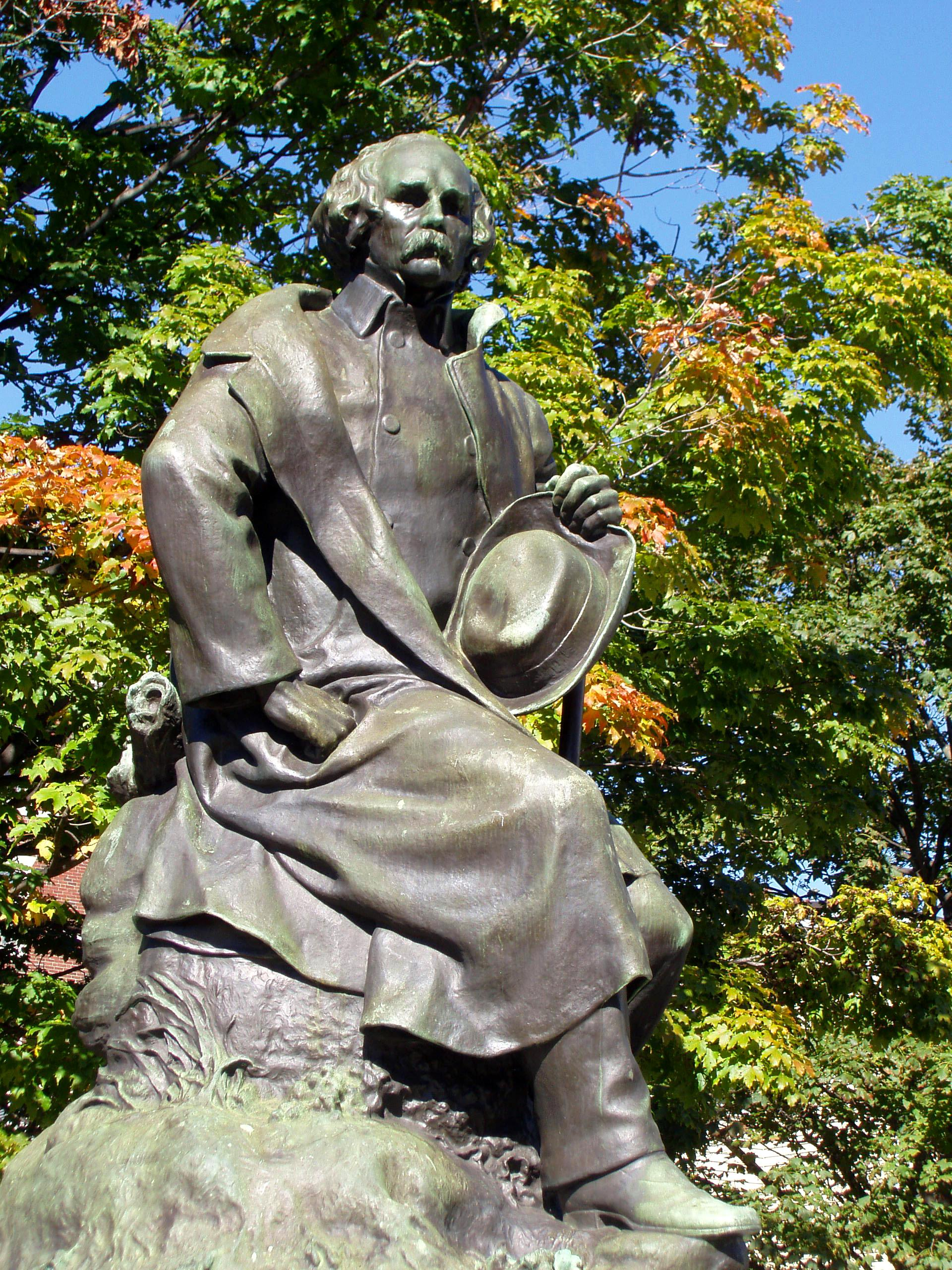
Estatua de Hawthorne en Salem, Massachusetts, obra de Bela Lyon Pratt, de 1925.